# C. J. Cherryh
Carolyn Janice Cherry (n. 1 septembrie 1942), mai bine cunoscută sub pseudonimul C. J. Cherryh, este o scriitoare americană de science fiction și fantasy. Începând din 1976, a scris peste 60 de cărți, printre care și romanele câștigătoare ale premiului Hugo Stația orbitală a lumii de jos (1981) și Cyteen (1988), ambele din ciclul Universul Alianță-Uniune.
Numele Cherryh (pronunțat "Cherry") se termină cu "h" ce nu se pronunță din cauză că primului ei editor, Donald A. Wollheim, i s-a părut că numele "Cherry" pare al unei autoare de romane de dragoste. Inițialele C.J. au fost folosite pentru a ascunde faptul că e femeie la vremea când majoritatea autorilor de science fiction erau bărbați.
Asteroidul 77185 Cherryh a primit numele ei. Comentând această onoare, descoperitorii asteroidului au scris despre Cherryh: "Ea ne-a provocat să devenim demni de stele printr-un efort de imaginație prin care să înțelegem cum va reuși omenirea să trăiască printre ele."

## Biografie
Cherryh s-a născut în 1942 în St. Louis, Missouri și a crescut în Lawton, Oklahoma. A început să scrie la vârsta de 10 ani, când s-a supărat că programul ei favorit de televiziune, Flash Gordon, fusese sistat. În 1964 a devenit diplomată în limba latină la universitatea din Oklahoma, cu specializarea în archeologie, mitologie și istoria tehnicii. În 1965 și-a luat masteratul în literatură clasică la universitatea Johns Hopkins din Baltimore, Maryland.
După studii, Cherry a predat latina, greaca veche, literatura clasică și istoria antică la liceul John Marshall din Oklahoma City. Chiar dacă slujba ei era să predea limba latină, era pasionată de istoria, religia și cultura Romei și Greciei antice. În timpul vacanțelor de vară, organiza excursii la ruinele din Anglia, Franța, Spania și Italia. În timpul liber scria, folosind teme din mitologia romană și greacă ca scenarii pentru povestiri ce se petreceau în viitor. Cherryh nu a urmat calea obișnuită a scriitorilor profesioniști de science fiction din acea vreme, care însemna să publice mai întâi povestiri în revistele de science fiction și fantasy și apoi să progreseze către roman. De fapt, Cherryh nu s-a gândit să scrie povestiri decât după ce i s-au publicat câteva romane.
Și-a trimis romanele scrise în timpul liber direct la edituri. La început nu a avut succes. Gheața a fost spartă în 1975 când Donald A. Wollheim i-a cumpărat cele două manuscrise depuse la editura DAW Books, Gate of Ivrel și Brothers of Earth. Cele două romane au fost publicate în 1976, la interval de câteva luni, și au primit imediat premiul John W. Campbell pentru debut, în 1977.
Deși nu toate lucrările ei au apărut la editura DAW Books, în această perioadă a întreținut relații strânse cu familia Wollheim și editura acesteia. Alte edituri care au publicat lucrările autoarei sunt: Baen Books, HarperCollins, Warner Books și Random House. Până la sfârșitul anilor '70 a mai publicat încă șase romane.
În 1979, povestirea "Cassandra" a câștigat Premiul Hugo și Cherryh a părăsit slujba de profesor pentru a se dedica scrisului. De atunci a mai câștigat de două ori Premiul Hugo pentru cel mai bun roman, mai întâi pentru Stația orbitală a lumii de jos (Downbelow Station) în 1982, apoi pentru Cyteen în 1989.
Pe lângă dezvoltarea propriilor ei universuri ficționale, Cherryh a contribuit la câteva antologii, printre care Thieves' World, Heroes in Hell, Elfquest, Witch World, Magic in Ithkar și seria Merovingen Nights, pe care a editat-o ea însăși. A fost tradusă în cehă, olandeză, germană, ebraică, maghiară, italiană, japoneză, lituaniană, letonă, poloneză, portugheză, română,rusă, slovacă, spaniolă și suedeză. Cherryh este traducătoarea a câtorva romane din franceză în engleză.
Acum locuiește lângă Spokane, Washington, cu autoarea și artista science fiction/fantasy Jane Fancher. Îi place patinajul cu rotile, să călătorească și este prezentă deseori la convențiile de science fiction.
Fratele ei, David A. Cherry, este artist science fiction și fantasy.

## Stilul literar
Cherryh folosește o tehnică pe care a numit-o "a treia persoană de foarte aproape", "a treia persoană intensivă" sau "intern intens". Prin această tehnică, singurele lucruri povestite de autor sunt cele percepute și considerate interesante de către personaj. Dacă, de exemplu, un căpitan ajunge într-o stație spațială, povestirea ar putea să nu descrie elemente importante ale stației dar cu care căpitanul este deja familiarizat, chiar dacă aceste detalii sunt importante pentru cititor. Tehnica aceasta oferă cititorului o experiență similară cu a personajului — uneori în mare detaliu — și seamănă astfel cu tipul de narațiune stream of consciousness.

## Genuri literare
Din cauza producției atât de variate și de voluminoase, clasificarea lucrărilor ei este dificiă. Cherryh consideră că science fiction și fantasy sunt componente ale aceluiași gen și se opune catalogării prea exacte a autorilor. În această privință, ea a scris următoarele: "Nu-mi place această specializare în care unii se uită la ceilalți ca la o specie diferită. Nu, nu, nu. Suntem aceeași creatură. Nu-mi pasă dacă ceilalți au dungi sau pete. Suntem aceeași rasă de pisici."

## Creația de lumi
Lucrările autoarei descriu universuri ficționale cu mare realism, datorită bunei pregătiri în lingvistică, istorie, arheologie și psihologie. În introducerea ei la primul roman al autoarei, Andre Norton a comparat lucrarea cu cele ale lui J. R. R. Tolkien: "Niciodată de la The Lord of the Rings până acum nu am fost atât de captivată de o poveste cum am fost de Gate of Ivrel." Altcineva comenta, "Amestecul de stiință și folclor dă romanelor ei o adâncime intelectuală comparabilă cu aceea a lui J. R. R. Tolkien sau Gene Wolfe". Cherryh creează culturi extraterestre, specii și scenarii credibile, provocând cititorul să mediteze la adevărata natură umană. Lumile ei au fost lăudate ca fiind complexe și realiste pentru că le-a prezentat prin implicare și nu prin explicare. Ea descrie dificultatea de a traduce/exprima diferite concepte între diferite limbi, aceasta fiind foarte evidentă în ciclurile Chanur și Universul Străinului.
În opinia ei, "cultura este răspunsul biologiei la mediul natural, prin care își așterne condiții mai bune." Problemele pe care autoarea le consideră ca fiind critice pentru o specie inteligentă non-terestră sunt:
- Mediul fizic în care trăiește specia
- Poziția și natura habitatului speciei, inclusiv relația spațială între habitate
- Dieta, metodele de obținere și de consumare a hranei și practicile culturale de pregătire a mesei
- Procesele prin care non-tereștrii pun în comun cunoașterea
- Obiceiurile și conceptele despre moarte, tratamentul oferit decadaților, conceptele despre viața de apoi
- probleme metafizice legate de imaginea proprie și a universului

## Lucrări
Și-a început cariera în 1976 cu romanele Gate of Ivrel și Brothers of Earth. De atunci a publicat peste 60 de romane și culegeri de povestiri, iar activitatea ei continuă, după cum se spune chiar în blog-ul autoarei. Romanele ei se grupează mai ales în ciclurile Universul Alianță-Uniune, Chanur, Universul Străinului.

### Universul Alianță-Uniune

#### Războaiele Companiei
Cu excepția romanelor Hellburner și Heavy Time, lucrările pot fi citite în orice ordine.
- Heavy Time (1991)
- Hellburner (1992)
  - Devil to the Belt (2000)— ediția celor două romane precedente într-un singur volum
- Downbelow Station (1981)— Premiul Hugo, nominalizare la Premiul Locus, 1982[14]
- Merchanter's Luck (1982)
  - de asemenea publicat în Alliance Space (2008) omnibus
- Rimrunners (1989)— nominalizare la Premiul Locus, 1990[15]
- Tripoint (1994)
- Finity's End (1997) — nominalizare la Premiul Locus, 1998[16]

#### The Era of Rapprochement
- Serpent's Reach (1980)
  - de asemenea publicat în The Deep Beyond (2005) omnibus
- Forty Thousand in Gehenna (1983)
  - de asemenea publicat în Alliance Space (2008) omnibus
- Cyteen (1988)— Premiul Hugo și Premiul Locus, nominalizare la premiul British Science Fiction, 1989[17]
  - de asemenea publicat într-o ediție în 3 volume ca The Betrayal, The Rebirth și The Vindication, despre care Cherryh a scris: "A existat o ediție ieftină care a separat romanul în trei părți, dar asta s-a terminat: toate edițiile curente și, sper eu, toate cele viitoare, vor fi într-un singur volum."[18]
- Regenesis (2009)

#### Ciclul Chanur
- The Pride of Chanur (1981) — nominalizare la premiile Hugo și Locus, 1983[19]
- Chanur's Venture (1984)— nominalizare la premiul Locus, 1985[20]
- The Kif Strike Back (1985)
  - The Chanur Saga (2000)— ediția într-un singur volum a celor trei romane anterioare
- Chanur's Homecoming (1986)
- Chanur's Legacy (1992)
  - Chanur's Endgame (2007)— ediția într-un singur volum a celor două romane anterioare

#### The Mri Wars
- The Faded Sun: Kesrith (1978) — nominalizare la premiile Hugo și Locus, 1979 [21]; nominalizare la premiul Nebula, 1978 [22]
- The Faded Sun: Shon'Jir (1978)
- The Faded Sun: Kutath (1979)
  - The Faded Sun Trilogy (UK, 1987 and US, 2000) — ediția într-un singur volum a celor trei romane anterioare

#### Merovingen Nights (Mri Wars Period)
- Angel with the Sword (1985)
  - Merovingen Nights— serie de antologii în colaborare

#### The Age of Exploration
Aceste romane au o temă comună, dar nu depind unele de altele, putând fi cititte în orice ordine.
- Port Eternity (1982)
  - de asemenea publicat în Alternate realities (2000) omnibus
- Voyager in Night (1984) — nominalizare la premiul Philip K. Dick, 1984 [23]
  - de asemenea publicat în Alternate realities (2000) omnibus
- Cuckoo's Egg (1985) — nominalizare la premiul Hugo, 1986[24]
  - de asemenea publicat în The Deep Beyond (2005) omnibus

#### The Hanan Rebellion
- Brothers of Earth (1976)
- Hunter of Worlds (1977)
  - At the Edge of Space (2003) — ediția într-un singur volum a celor două romane anterioare

#### Ciclul Morgaine
- Gate of Ivrel (1976)
- Well of Shiuan (1978)
- Fires of Azeroth (1979)
  - Cele trei romane sunt publicate și în următoarele ediții:
    - The Book of Morgaine (1979)
    - The Chronicles of Morgaine (1989)
    - The Morgaine Saga (2000)
- Exile's Gate (1988)

#### Diverse
- Wave Without a Shore (1981)
  - de asemenea publicat în Alternate realities (2000) omnibus
- The Scapegoat (1985)— povestire

### Alte lucrări science fiction

#### Universul Străinului
- Trilogy arc 1
  - Foreigner (1994)— nominalizare la premiul Locus, 1995[25]
  - Invader (1995)— nominalizare la premiul Locus, 1996[26]
  - Inheritor (1996)
- Trilogy arc 2
  - Precursor (1999)
  - Defender (2001)— nominalizare la premiul Locus, 2002[27]
  - Explorer (2003)
- Trilogy arc 3
  - Destroyer (2005)
  - Pretender (2006)
  - Deliverer (2007)
- Trilogy arc 4
  - Conspirator (2009)
  - Deceiver (2010)
  - Betrayer (2011)
- Trilogy arc 5
  - Intruder (în lucru)[28]

#### Universul Finisterre
- Rider at the Gate (1995)
- Cloud's Rider (1996)

#### Gene Wars
- Hammerfall (2001)— nominalizare la premiul Campbell, 2002[27]
- Forge of Heaven (2004)

#### Diverse
- "Cassandra" (1978)— povestire
- Hestia (1979)

### Lucrări fantasy

#### Seria Fortăreața
- Fortress in the Eye of Time (1995)— nominalizare la premiul Locus Fantasy, 1996[26]
- Fortress of Eagles (1998)— nominalizare la premiul Locus Fantasy, 1989[17]
- Fortress of Owls (1999)— nominalizare la premiul Locus Fantasy, 2000[29]
- Fortress of Dragons (2000)
- Fortress of Ice (2006)

#### Ealdwood
- Ealdwood – nuveletă (1981)
- The Dreamstone (1983)— rescrie povestirea "The Dreamstone" (1979) și nuveleta Ealdwood
- The Tree of Swords and Jewels (1983)
  - Arafel's Saga (1983)— ediția într-un singur volum a romanelor The Dreamstone și The Tree of Swords and Jewels
  - The Dreaming Tree (1997)— ediția (revizuită) într-un singur volum a romanelor The Dreamstone și The Tree of Swords and Jewels

#### Povestiri rusești
- Rusalka (1989)— nominalizare la premiul Locus Fantasy, 1990[15]
- Chernevog (1990)
- Yvgenie (1991)

#### Heroes in Hell
- The Gates of Hell (1986), în colaborare cu Janet Morris
- Kings in Hell (1986), în colaborare cu Janet Morris
- Legions of Hell (1987)

#### Miscellaneous fantasy
- The Brothers (1986)— nuvelă
- The Paladin (1988)— nominalizare la premiul Locus Fantasy, 1989[17]
- The Goblin Mirror (1992)
- Faery in Shadow (1993)
- Lois & Clark: A Superman Novel (1996)
- Faery Moon (2009)— revizie majoră a lucrării Faery in Shadow, la care este adăugată The Brothers

### Colecții

#### Omnibus
- The Book of Morgaine (1979) — Gate of Ivrel (1976), Well of Shiuan (1978) și Fires of Azeroth (1979)
- Arafel's Saga (1983) — The Dreamstone (1983) și The Tree of Swords and Jewels (1983)
- The Chronicles of Morgaine (1989)—Gate of Ivrel (1976), Well of Shiuan (1978) și Fires of Azeroth (1979)
- The Dreaming Tree (1997) — The Dreamstone (1983) și The Tree of Swords and Jewels (1983)
- The Morgaine Saga (2000) — Gate of Ivrel (1976), Well of Shiuan (1978) și Fires of Azeroth (1979)
- The Faded Sun Trilogy (2000)—Kesrith (1978), Shon'Jir (1978) și Kutath (1979)
- The Chanur Saga (2000)—The Pride of Chanur (1981), Chanur's Venture (1984) și The Kif Strike Back (1985)
- Devil to the Belt (2000)—Heavy Time (1991) și Hellburner (1992)
- Alternate Realities (2000)—Wave Without a Shore (1981), Port Eternity (1982) și Voyager in Night (1984)
- At the Edge of Space (2003)—Brothers of Earth (1976) și Hunter of Worlds (1977)
- The Deep Beyond (2005)—Serpent's Reach (1980) și Cuckoo's Egg (1985)
- Alliance Space (2008)—Merchanter's Luck (1982) și Forty Thousand in Gehenna (1983)

#### Culegeri de povestiri
- Sunfall (1981)
- Visible Light (1986)
- Glass and Amber (1987)— povestiri și eseuri
- The Collected Short Fiction of C. J. Cherryh (2004) — inclusiv lucrările din Sunfall, Visible Light

### Alte lucrări

#### Ca editor
Antologiile Merovingen Nights descriu lumea Merovin din universul Alianță-Uniune și sunt colecții de povestiri legate între ele, scrise de Cherryh și de alți autori. Romanul lui Cherryh Angel with the Sword precedă prima antologie a serie.
- Festival Moon (1987) — Merovingen Nights #1
- Fever Season (1987) — Merovingen Nights #2
- Troubled Waters (1988) — Merovingen Nights #3
- Smuggler's Gold (1988) — Merovingen Nights #4
- Divine Right (1989) — Merovingen Nights #5
- Flood Tide (1990) — Merovingen Nights #6
- Endgame (1991) — Merovingen Nights #7

#### Ca traducător
Din franceză în engleză:
- The Green Gods (1980), de Nathalie Henneberg
- Stellar Crusade (1980), de Pierre Barbet
- The Book of Shai (1982), de Daniel Walther
- Shai's Destiny (1985), de Daniel Walther

#### Alte recunoașteri
Cherryh nu a scris cele trei romane din ciclul Sword of Knowledge, dar a primit recunoașterea de co-autor datorită introducerilor pe care le-a scris pentru fiecare dintre ele. Editorul a scos introducerile lui Cherryh din majoritatea edițiilor.
- A Dirge for Sabis (1989), de Cherryh și Leslie Fish
- Wizard Spawn (1989), de Cherryh și Nancy Asire
- Reap the Whirlwind (1989), de Cherryh și Mercedes Lackey
  - The Sword of Knowledge (1995) — ediția într-un singur volum a celor trei romane anterioare

## Referințe academice

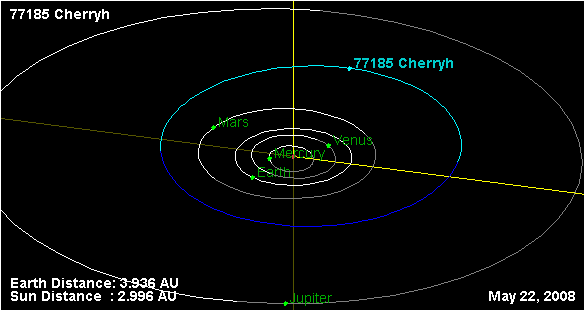
Orbita asteroidului 77185 Cherryh